# Vũ (họ)
Vũ hay Võ (武) là một họ phổ biến tại Việt Nam, Trung Quốc, Triều Tiên và Hàn Quốc. Số lượng người mang họ Vũ phổ biến đứng thứ 7 với 3,9% dân số tại Việt Nam.

## Tại Trung Quốc
Tại Trung Quốc, có nhiều họ có thể phiên âm thành Vũ, như họ Vũ (武), Vũ (禹), Vũ (羽), Vũ (萭), hay Vũ (雨). Ngoài ra còn một họ kép là họ Vũ Văn (宇文) hay gây hiểu sai.

## Tại Hàn Quốc
Tại Hàn Quốc: Phổ biến là họ Vũ 우 (禹) (Romaja Quốc ngữ: Woo). Ngoài ra có một bộ phận nhỏ người mang họ Vũ (武) (Romaja Quốc ngữ: Mu). Chỉ có 1600 người mang họ này.

## Tại Việt Nam
Có ý kiến cho rằng họ Vũ ở Hải Dương có nguồn gốc đầu tiên tại làng Mộ Trạch, xã Tân Hồng, huyện Bình Giang, tỉnh Hải Dương, miền Bắc Việt Nam. Tuy nhiên, không phải tất cả các gia tộc họ Vũ tại Hải Dương và Việt Nam đều có cùng gốc từ đây. Theo gia phả, tộc phả và thần phả ở làng Mộ Trạch, tỉnh Hải Dương, ông tổ họ Vũ là Vũ Hồn (804-853), là quan đô hộ của nhà Đường cắt cử xuống Việt Nam. Hiện có đền thờ tại Mộ Trạch, xã Tân Hồng, huyện Bình Giang, tỉnh Hải Dương.
Bắt đầu từ phía nam sông Gianh cho tới hết các tỉnh miền Nam, do kiêng húy thụy hiệu của chúa Nguyễn Phúc Khoát (hiệu Vũ Vương), "Vũ" được đổi thành "Võ".
Theo Lê Trung Hoa trong cuốn Họ và tên người Việt Nam, tại Việt Nam số lượng người mang họ Vũ xếp thứ bảy, với 3,9% dân số. Hiện tại, hai dòng họ Vũ và họ Võ tồn tại độc lập, có thờ cúng tổ tiên chung hoặc riêng nên việc nhận định họ này chung một họ còn nhiều tranh cãi.
Do hoàn cảnh lịch sử một số con cháu dòng họ Thái Sư Nguyễn Xí một số con cháu đã ra làm quan làm tướng cho nhiều triều đại mới và một triều đại bị lật đổ để tránh bị trả thù nên một chi Họ Nguyễn Đình Họ Nguyễn Xí đã đổi sang Họ Vũ do kiêng húy chúa vũ Nguyễn Phúc Khoát nên đổi sang Họ võ, trong dòng họ nguyễn có câu ca dao sống làm Người Họ Vũ Chết Là Ma Họ Nguyễn Đa số Tiền Người Họ Vũ - Võ Hậu Người Họ Nguyễn, Một Số Chi Họ Vũ Võ Việt Nam Đều Cho rằng Nguyễn Xí Là Thủy Tổ Họ Vũ Võ Việt Nam .

## Những người Việt Nam nổi tiếng

### Triều Đại Phong kiến Chúa Vũ
- Chúa Bầu, một gia tộc họ Vũ là tập đoàn phong kiến cát cứ miền núi các xứ Tuyên Quang và Hưng Hóa thời kỳ 1527-1689, với các chúa bầu từ Vũ Văn Uyên, Vũ Văn Mật, Vũ Công Kỷ đến Vũ Công Tuấn cai trị vùng đất của mình tại việt nam .

### Quân sự
- Vũ Hồn Thủy Tổ Họ Vũ Võ, Ông cũng được biết đến là 1 vị quan thanh liêm, thực hiện đúng câu thành ngữ "Kim Chỉ Nam" thời bấy giờ của các chế độ Phong Kiến xưa.
- Vũ Thị Hạnh mẹ đẻ thái sư Nguyễn Xí một trong những công thần hậu lê .
- Bát Nàn hay Thục Nương, theo truyền thuyết mang họ Vũ, tướng thời Hai Bà Trưng.
- Vũ Trung, tướng nhà Đinh có công dẹp loạn 12 sứ quân, làm quan dưới triều Đinh và tham gia đánh giặc Chiêm Thành
- Theo thần tích, Vũ Hiền, Vũ Hán, Vũ Tố là các tướng nhà Đinh có công giúp Đinh Bộ Lĩnh đánh dẹp loạn 12 sứ quân.
- Bạt Hải Đại vương, tương truyền là tướng nhà Trần, tên là Vũ Hải. Đền thờ ở Du Lễ (Kiến Thụy, Hải Phòng).
- Vũ Uy, một trong 18 tướng lĩnh tham gia Hội thề Lũng Nhai cùng Lê Lợi chống giặc Minh. Đền thờ ở thị trấn Nông Cống, Thanh Hóa.
- Bà chúa Bầu họ Vũ, húy Ngọc Anh, con gái chúa Bầu Vũ Văn Mật.
- Vũ Hộ hay Mạc Bang Hộ, tướng lĩnh, khai quốc công thần nhà Mạc.
- Vũ Sư Thước, tướng nhà Lê Trung hưng.
- Vũ Trác Oánh, một thủ lĩnh trong khởi nghĩa Nguyễn Tuyển, Nguyễn Cừ trong khởi nghĩa nông dân Đàng Ngoài.
- Vũ Đình Dung, lãnh tụ cuộc khởi nghĩa Ngân Già trong khởi nghĩa nông dân Đàng Ngoài.
- Võ Di Nguy, tướng chúa Nguyễn.
- Vũ Văn Dũng hay Võ Văn Dũng, đại tướng nhà Tây Sơn, một trong Tây Sơn thất hổ tướng.
- Võ Đình Tú, đại tướng nhà Tây Sơn, một trong Tây Sơn thất hổ tướng.
- Vũ Văn Thành, tướng nhà Tây Sơn.
- Vũ Văn Nhậm, tướng nhà Tây Sơn.
- Võ Thị Thái, nữ tướng nhà Tây Sơn.
- Võ Thị Đức, nữ tướng nhà Tây Sơn.
- Võ Tánh, tướng chúa Nguyễn Ánh.
- Võ Thị Sáu, nữ du kích trong kháng chiến chống Pháp ở Việt Nam

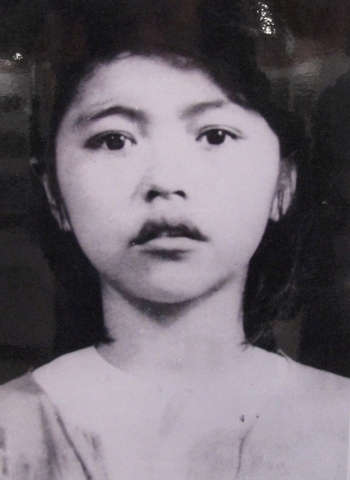
Nữ du kích Võ Thị Sáu

- Võ Thị Thắng, nữ chiến sĩ trong thời kháng chiến chống Mỹ, người được đặt tên cho một ngôi trường ở La Habana
- Võ Duy Ninh, Tổng đốc, quan chức cấp cao đầu tiên của triều Nguyễn hy sinh trong cuộc chiến chống thực dân Pháp xâm lược năm 1858.
- Võ Duy Dương (Thiên Hộ Dương), lãnh tụ cuộc khởi nghĩa chống thực dân Pháp (1862-1866) ở Đồng Tháp Mười, Việt Nam.
- Vũ Hữu Lợi, sỹ phu yêu nước trong phong trào Cần Vương.
- Vũ Nguyên Bác (tức Nguyễn Sơn), Lưỡng quốc tướng quân của Quân đội Nhân dân Việt Nam và Quân Giải phóng nhân dân Trung Hoa.
- Võ Nguyên Giáp, Đại tướng đầu tiên, Tổng tư lệnh tối cao của Quân đội Nhân dân Việt Nam.

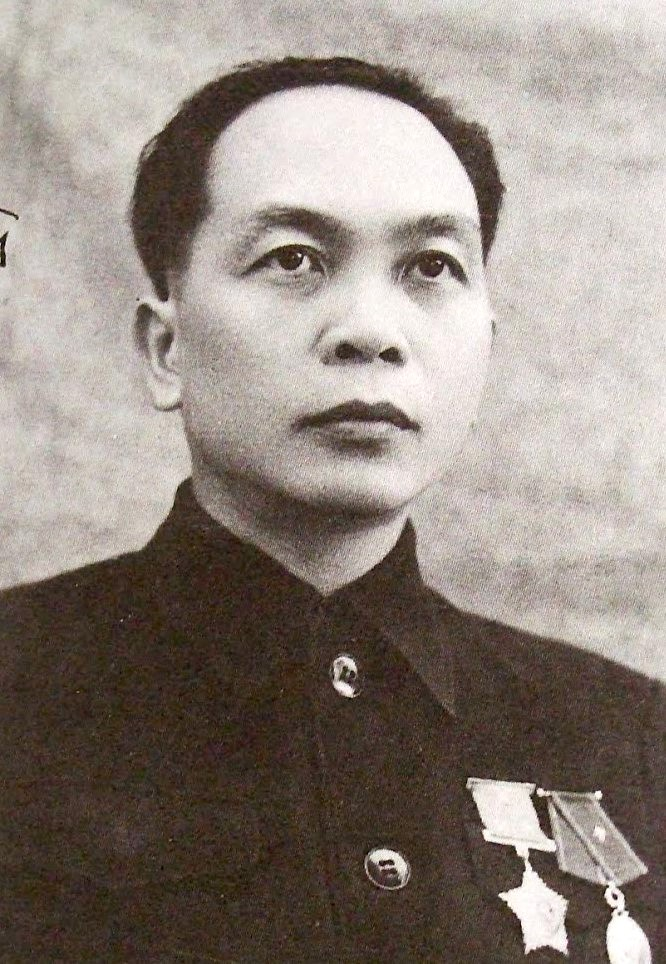
Đại tướng Quân đội Nhân dân Việt Nam Võ Nguyên Giáp

- Võ Bẩm, Thiếu tướng Quân đội Nhân dân Việt Nam.
- Vũ Xuân Chiêm, Trung tướng Quân đội Nhân dân Việt Nam.
- Vũ Chí Thực, Thiếu tướng Công an Nhân dân Việt Nam.
- Võ Văn Tuấn, Thượng tướng, phó tổng tham mưu trưởng Quân đội Nhân dân Việt Nam
- Trần Võ Dũng, Trung tướng, chính uỷ Quân khu 4.
- Vũ Cao, Trung tướng, Cục trưởng Cục Tác chiến Bộ Tổng tham mưu Quân đội Nhân dân Việt Nam.

### Chính trị phong kiến
- Vũ Mộng Nguyên, Tiến sĩ nhà Hồ, đại thần nhà Lê sơ.
- Vũ Kiệt, Trạng nguyên thời Lê Thánh Tông.
- Vũ Tuấn Chiêu, Trạng nguyên thời Lê Thánh Tông.
- Vũ Duệ, Trạng nguyên thời Lê Thánh Tông.
- Vũ Dương hay Vũ Tích, Trạng nguyên thời Lê Thánh Tông.
- Vũ Duy Chu, Thám hoa thời Lê Tương Dực.
- Chúa Bầu, một gia tộc họ Vũ là tập đoàn phong kiến cát cứ miền núi các xứ Tuyên Quang và Hưng Hóa thời kỳ 1527-1689, với các chúa bầu từ Vũ Văn Uyên, Vũ Văn Mật, Vũ Công Kỷ đến Vũ Công Tuấn.
- Vũ Hữu Chính, Thám hoa thời Mạc Mậu Hợp.
- Vũ Văn Khuê, Thám hoa thời Mạc Mậu Hợp.
- Vũ Giới, Trạng nguyên thời Mạc Mậu Hợp.
- Vũ Công Đạo, quan nhà Lê Trung hưng.
- Vũ Duy Chí, quan nhà Lê Trung hưng.
- Vũ Duy Đoán, Tiến sĩ thời Lê Huyền Tông.
- Vũ Thạnh, nhà thơ, Đình nguyên Thám hoa thời Lê Hy Tông.
- Vũ Công Tể, Đình nguyên Thám hoa thời Lê Dụ Tông.
- Vũ Huyên, Tiến sĩ thời Lê Dụ Tông, kỳ thủ nổi tiếng thời phong kiến Việt Nam, được dân gian gọi là Trạng Cờ, cùng với Trạng ăn Lê Nại, Trạng Toán Vũ Hữu, Trạng vật Vũ Phong và Trạng chạy Vũ Cương Trực được xếp chung làm Năm ông trạng làng Mộ Trạch.[7]
- Vũ Diễm, Đình nguyên Hoàng giáp thời Lê Ý Tông.
- Vũ Miên, Hội nguyên Tiến sĩ, Tể tướng, Chỉ đạo biên soạn Quốc sử
- Vũ Huy Tấn, quan nhà Tây Sơn.
- Vũ Xuân Cẩn hay Võ Xuân Cẩn, đại thần nhà Nguyễn.
- Võ Trọng Bình, Cử nhân thời Minh Mạng, đại thần nhà Nguyễn.
- Vũ Tông Phan, Tiến sĩ đời Minh Mạng.
- Vũ Duy Thanh, Đình nguyên Bảng nhãn (trạng Bồng), nhà canh tân.
- Vũ Phạm Khải, quan triều Nguyễn (Minh Mệnh, Thiệu Trị, Tự Đức).
- Vũ Huy Dực, Thám hoa thời Tự Đức, cùng khoa với Vũ Duy Thanh.
- Vũ Nhự, Hoàng giáp thời Tự Đức.
- Vũ Phạm Hàm, Tam nguyên, Thám hoa cuối cùng của triều Nguyễn.
- Vũ Hồng Lượng Tiến sĩ Đại thần nhà Lê Trung Hưng

### Hậu phi
- Vũ Thị Ngọc Toàn, vợ Mạc Thái Tổ.
- Vũ Thị Ngọc Lễ, chánh phi của chúa Trịnh Tạc, mẹ của chúa Trịnh Căn.
- Vũ Thị Viên, hay Võ Thị Viên, con gái của Phó Vệ uý Vũ Hữu Linh, thứ phi của vua Thiệu Trị.
- Vũ Thị Duyên, hay Võ Thị Duyên, con gái của đại thần Vũ Xuân Cẩn, cung phi của vua Tự Đức.

### Chính trị

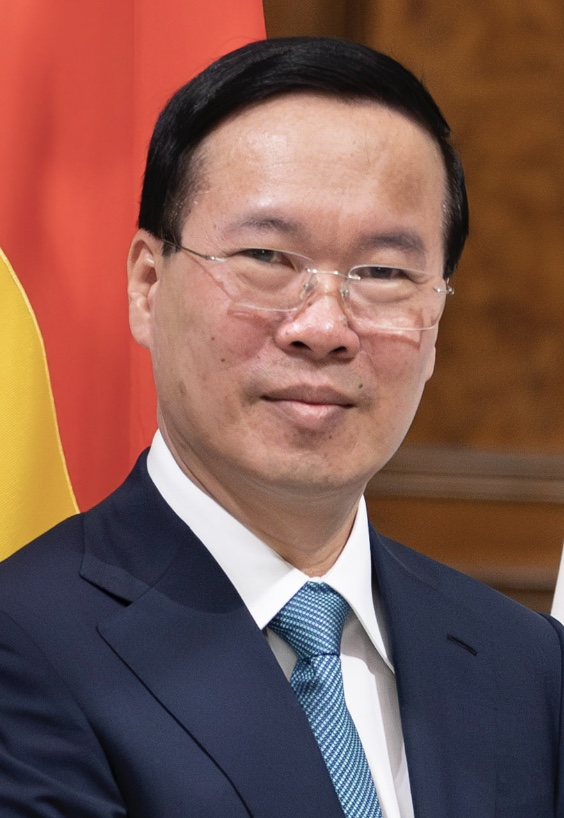
Võ Văn Thưởng, Nguyên Chủ tịch nước Cộng hòa xã hội chủ nghĩa Việt Nam

- Vũ Anh (bí danh Trịnh Đông Hải), nhà cách mạng, Ủy viên Ban chấp hành Trung ương Đảng Cộng sản Việt Nam. Đại biểu Quốc hội khóa 1.
- Võ Liêm Sơn, nhà nho yêu nước.
- Võ Sĩ (tức Lê Văn Sỹ), liệt sĩ cách mạng Việt Nam, Bí thư Thành ủy Sài Gòn - Chợ Lớn (1948).
- Võ Văn Tần, nhà cách mạng, Bí thư Tỉnh ủy Chợ Lớn (1931-1932), Bí thư Tỉnh ủy Gia Định (1932-1937).
- Võ Văn Ngân, nhà cách mạng, Bí thư Tỉnh ủy Gia Định (1931-1932), Bí thư Tỉnh ủy Chợ Lớn (1932-1935).
- Vũ Hồng Khanh, lãnh tụ Việt Nam Quốc dân đảng, phó chủ tịch Chính phủ Liên hiệp Quốc gia.
- Vũ Duy Nhai (tức Đào An Thái), nhà cách mạng, Bí thư Tỉnh ủy Hòa Bình (1947-1948).
- Võ Trần Chí, nhà cách mạng, Bí thư Tỉnh ủy Long An (1964-1967), Bí thư Thành ủy Thành phố Hồ Chí Minh (1986-1996)
- Vũ Mão, Chủ nhiệm Văn phòng Quốc hội.
- Vũ Văn Mẫu, luật sư, chính trị gia, Bộ trưởng Ngoại giao, Thủ tướng Việt Nam Cộng hòa.
- Võ Chí Công, Chủ tịch Hội đồng Nhà nước CHXHCN Việt Nam.
- Vũ Thiện Tuấn (tức Trần Xuân Bách), Ủy viên Bộ Chính trị, Bí thư Trung ương Đảng Cộng sản Việt Nam khóa VI.
- Vũ Đình Hòe, luật sư, nhà báo, Bộ trưởng Bộ Quốc gia giáo dục trong Chính phủ đầu tiên của nước Việt Nam Dân chủ Cộng hòa.
- Vũ Quốc Hùng, Phó Chủ nhiệm thường trực Ủy ban Kiểm tra Trung ương Đảng Cộng sản Việt Nam.
- Vũ Khoan, Phó Thủ tướng Việt Nam.
- Vũ Tuân, Tổng Biên tập Báo Nhân dân, Bộ trưởng Bộ Công nghiệp nhẹ, Bộ trưởng Bộ Công nghiệp Thực phẩm.
- Vũ Ngọc Hải, Bộ trưởng Bộ Năng lượng Việt Nam, người xây dựng đường dây vận tải điện 500KV.
- Vũ Văn Cẩn, Thiếu tướng Quân y Quân đội Nhân dân Việt Nam, Bộ trưởng Bộ Y tế Việt Nam.
- Vũ Đức Huề tức Trần Quang Huy, Bộ trưởng Chủ nhiệm Ủy ban Pháp chế, nay là Bộ Tư pháp Việt Nam.
- Vũ Oanh, Ủy viên Bộ Chính trị, Chủ tịch Hội Khuyến học Việt Nam, Chủ tịch Hội người cao tuổi Việt Nam.
- Vũ Huy Hoàng, Bộ trưởng Bộ Công thương Việt Nam.
- Vũ Văn Ninh, Phó Thủ tướng, nguyên Bộ trưởng Bộ Tài chính Việt Nam.
- Võ Hồng Phúc, Bộ trưởng Bộ Kế hoạch và đầu tư.
- Võ Kim Cự, Bí thư Tỉnh uỷ Hà Tĩnh.
- Vũ Đức Đam, Bí thư Tỉnh ủy Quảng Ninh (2010-2011), Chủ nhiệm Văn phòng Chính phủ (2011-2013), Phó Thủ tướng Chính phủ Việt Nam.
- Vũ Bằng (tức Phương Minh Nam) Bí thư tỉnh Hà Bắc, nguyên Uỷ viên Trung ương Đảng, Phó chủ nhiệm văn phòng Hội đồng Bộ trưởng nước Việt Nam Dân chủ Cộng Hoà 1970-198x).
- Võ Thị Ánh Xuân, Ủy viên Ban Chấp hành Trung ương Đảng, Phó Chủ tịch nước Cộng hòa xã hội chủ nghĩa Việt Nam (2021–nay)
- Võ Trọng Việt, Ủy viên Ban Chấp hành Trung ương Đảng Cộng sản Việt Nam khoá XII, Thượng tướng Quân đội nhân dân Việt Nam, Thứ trưởng Bộ Quốc phòng.
- Vũ Hồng Thanh, Ủy viên Ban Chấp hành Trung ương Đảng Cộng sản Việt Nam khoá XIII, Ủy viên Ủy ban thường vụ Quốc hội, Chủ nhiệm Ủy ban Kinh tế của Quốc hội, Chủ tịch Nhóm Nghị sĩ hữu nghị Việt Nam - Đức.
- Vũ Hải Sản, Ủy viên Ban Chấp hành Trung ương Đảng Cộng sản Việt Nam khoá XIII, Thượng tướng Quân đội Nhân Dân Việt Nam, Ủy viên Quân ủy Trung ương, Thứ trưởng Bộ Quốc Phòng.
- Võ Văn Phuông, Ủy viên Ban Chấp hành Trung ương Đảng Cộng sản Việt Nam khóa XII, Phó Trưởng Ban Thường trực Ban Tuyên giáo Trung ương.
- Võ Minh Lương, Ủy viên Ban Chấp hành Trung ương Đảng Cộng sản Việt Nam khoá XIII, Ủy viên Quân ủy Trung ương.Thượng tướng Quân đội nhân dân Việt Nam, Thứ trưởng Bộ Quốc phòng.
- Võ Văn Dũng, Ủy viên Ban Chấp hành Trung ương Đảng Cộng sản Việt Nam khóa XI, XII, XIII, Phó Trưởng ban Thường trực Ban Nội chính Trung ương.
- Võ Văn Kiệt, nhà chính trị Việt Nam, làm Thủ tướng Chính phủ thứ tư (trước kia là Chủ tịch Hội đồng Bộ trưởng) của nước Cộng hòa Xã hội Chủ nghĩa Việt Nam từ ngày 8 tháng 8 năm 1991 đến ngày 25 tháng 9 năm 1997.
- Vũ Hải Hà, Ủy viên Ban Chấp hành Trung ương Đảng Cộng sản Việt Nam khóa XIII, Chủ nhiệm Uỷ ban Đối ngoại của Quốc hội.
- Vũ Hải Quân, Ủy viên Ban Chấp hành Trung ương Đảng Cộng sản Việt Nam khóa XIII, Giám đốc Đại học Quốc gia Thành phố Hồ Chí Minh.
- Vũ Đại Thắng, Ủy viên Ban Chấp hành Trung ương Đảng Cộng sản Việt Nam khóa XIII, Bí thư Tỉnh ủy Quảng Bình.
- Võ Chí Công, Ủy viên dự khuyết Ban Chấp hành Trung ương Đảng Cộng sản Việt Nam khóa XIII, Trưởng Ban Tổ chức Tỉnh ủy Sóc Trăng.
- Vũ Mạnh Hà, Ủy viên dự khuyết Ban Chấp hành Trung ương Đảng Cộng sản Việt Nam khóa XIII, Trưởng Ban Tuyên giáo Tỉnh ủy Hà Giang, Bí thư Huyện Ủy Hoàng Su Phì.
- Võ Trọng Hải, Phó Bí thư Tỉnh ủy tỉnh Hà Tĩnh, Chủ tịch UBND Tỉnh Hà Tĩnh.
- Võ Văn Hưng, Phó Bí thư Tỉnh ủy tỉnh Quảng Trị, Chủ tịch UBND Tỉnh Quảng Trị.
- Võ Ngọc Thành, Phó Bí thư Tỉnh ủy tỉnh Gia Lai, Chủ tịch UBND Tỉnh Gia lai (Thôi chức vụ Chủ tịch Tỉnh Gia Lai từ năm 2022)
- Võ Văn Minh, Phó Bí thư Tỉnh ủy tỉnh Bình Dương, Chủ tịch UBND tỉnh Bình Dương.
- Vũ Hồng Văn, Ủy viên Ủy ban Kiểm tra Trung ương Đảng khóa XIII, Cục trưởng Cục An ninh chính trị nội bộ (Bộ Công an), đại biểu Quốc hội Việt Nam khóa XV nhiệm kì 2021-2026. Thiếu tướng Công an nhân dân Việt Nam.
- Vũ Khắc Hùng, Ủy viên Ủy ban Kiểm tra Trung ương Đảng khóa XIII.
- Võ Thái Nguyên, Ủy viên Ủy ban Kiểm tra Trung ương Đảng khoá XIII
- Vũ Thanh Mai - Phó trưởng Ban Tuyên giáo Trung ương Đảng khóa XIII- nguyên Chánh Văn phòng Ban Tuyên giáo Trung ương.
- Vũ Thị Lưu Mai - Phó Chủ nhiệm Ủy ban Tài chính, Ngân sách của Quốc hội khóa XV (2021-2026),Trưởng Tiểu ban Tổng hợp dự toán và phối hợp chính sách của Ủy ban Tài chinh, Ngân sách của Quốc hội, Chủ tịch Nhóm nghị sĩ Việt Nam-Thụy Sỹ (11/2021), nguyên Đại biểu Quốc hội: Khóa XIV, XV
- Vũ Huy Khánh - Đại biểu Quốc hội khóa XV (2021-2026), Ủy viên Thường trực Ủy ban Quốc phòng và An ninh của Quốc hội khóa XV (2021-2026); Phó Chủ tịch Nhóm nghị sĩ hữu nghị Việt Nam- Algeria. Sĩ quan cao cấp Công an Nhân dân. Quân hàm Đại tá
- Vũ Xuân Hùng - Đại biểu Quốc hội Việt Nam khóa XIV, XV nhiệm kỳ (2021-2026) -  Ủy viên thường trực Ủy ban Quốc phòng và An ninh của Quốc hội. Sỹ quan Cao cấp Quân đội Nhân dân Việt Nam, Quân hàm Thiếu tướng.

### Văn học
- Vũ Tuân Sán (1915 - 2017), Nhà Hán nôm học được trao giải ông đã được trao Giải thưởng Giải thưởng Bùi Xuân Phái – Vì tình yêu Hà Nội 2014, Tác giả Hà Nội xưa và nay
- Vũ Quỳnh, người tham gia tu sửa Đại Việt sử ký toàn thư.
- Vũ Cán, nhà thơ, tác giả Tùng Hiên thi tập và Tứ lục bị lãm.
- Vũ Cẩn, nhà thơ, tác giả Tinh thiều kỷ hành.
- Vũ Phương Đề tác giả Công dư tiệp ký.
- Vũ Quốc Trân, tương truyền là tác giả của truyện Nôm Bích Câu kỳ ngộ.
- Vũ Trinh, nhà chính trị, nhà thơ, luật gia, nhà soạn Chèo cổ.
- Vũ Trọng Phụng, nhà văn.
- Vũ Ngọc Phan, nhà văn, nhà nghiên cứu văn học.
- Tam Lang Vũ Đình Chí, nhà văn, nhà báo.
- Vũ Hoàng Chương, nhà thơ.
- Vũ Đình Long, chủ báo, nhà viết kịch, tác giả Chén thuốc độc, vở kịch đầu tiên của Việt Nam.
- Vũ Đình Liên nhà thơ, nhà giáo nhân dân.
- Vũ Bằng, nhà báo, điệp viên, tác giả Thương nhớ Mười Hai.
- Vũ Anh Khanh, tên khai sinh là Võ Văn Khanh, nhà thơ, nhà văn Việt Nam thời kháng Pháp.
- Vũ Cao, nhà thơ, tác giả bài Núi đôi.
- Võ Quảng, nhà văn thiếu nhi Việt Nam.
- Vũ Tú Nam, nhà văn Việt Nam, Giải thưởng Nhà nước về văn học & nghệ thuật năm 2001.

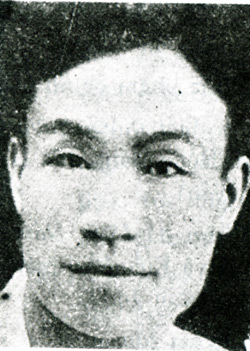
Nhà Văn Vũ Trọng Phụng

- Vũ Quốc Uy, nhà hoạt động cách mạng trong lĩnh vực văn hóa, lãnh đạo Thành phố Hải Phòng thời kháng chiến chống Pháp, tác giả sách Bình minh trên sông Cấm.
- Vũ Khắc Khoan, nhà văn, nhà viết kịch Việt Nam.
- Vũ Đức Sao Biển, nhạc sĩ, nhà văn và nhà báo Việt Nam.
- Vũ Đình Văn, nhà thơ Việt Nam.
- Võ Đắc Danh, nhà văn, nhà báo, nhà viết kịch, đạo diễn phim tài liệu Việt Nam.
- Vũ Ngọc Tiến (1946), nhà văn, nhà báo, nhà viết kịch bản phim tài liệu Việt Nam
- Vũ Đình Trung, nhà thơ lấy bút danh là Tùng Giang, tác phẩm văn học nổi bật: Đồi thông hai mộ.

### Nghệ thuật
- Vũ Như Tô, người phụ trách xây dựng "Cửu trùng đài".
- Vũ Năng An, nhiếp ảnh gia, nguyên Giám đốc Hãng Phim truyện Việt Nam.
- Vũ Văn Ký, tức Văn Ký, nhạc sĩ.
- Vũ Tuấn Đức, nhạc sư nhạc cụ dân tộc.
- Vũ Thị Định, tức Hoa Tâm, nghệ sĩ chèo.
- Vũ Thị Lệ Thi, diễn viên ca kịch dân tộc Việt Nam.
- Vũ Bá Oai, võ sư Việt Nam.
- Vũ Thanh Tú, diễn viên điện ảnh và sân khấu.
- Vũ Thúy Ngần (NSND Thúy Ngần), nghệ sĩ chèo
- Vũ Dậu, ca sĩ.
- Võ An Ninh, nhiếp ảnh gia.
- Vũ Cao Đàm, họa sĩ, nhà điêu khắc Việt Nam.
- Vũ Giáng Hương, nữ họa sĩ Việt Nam, Chủ tịch Ủy ban toàn quốc Liên hiệp các Hội Văn học nghệ thuật Việt Nam, Chủ tịch Hội Mỹ thuật Việt Nam.
- Võ Hùng Kiệt, bút danh Vivi, họa sĩ và nhà điệu khắc Việt Nam
- Vũ Hà Ngọc Huyền (nghệ danh Ngọc Huyền), danh ca cải lương Việt Nam.
- Vũ Trọng Tấn, nghệ danh Trọng Tấn, ca sĩ Việt Nam
- Quang Hà tên thật Vũ Hoàng Hà, ca sĩ Việt Nam
- Lệ Quyên (ca sĩ sinh 1981) , tên thật Vũ Lệ Quyên , Nữ Ca Sĩ Việt Nam
- Bảo Thanh (diễn viên) tên thật Vũ Phương Thanh diễn viên Việt Nam.
- Vũ Tự Long (NSND Tự Long), nghệ sĩ chèo, diễn viên hài, Phó giám đốc Nhà hát Chèo Quân đội.
- Vũ Phạm Diễm My, nghệ danh Diễm My 9x, diễn viên Việt Nam
- Ngọc Thúy , tên đầy đủ Vũ Ngọc Thúy , ca sĩ nhạc trẻ Việt Nam
- Vũ Cát Tường, ca sĩ, nhạc sĩ Việt Nam
- Vũ Ngọc Anh, diễn viên, Top 5 Hoa hậu Việt Nam 2012
- Vũ Diệu Thảo, giảng viên Học viện Âm nhạc Quốc gia Việt Nam (nổi tiếng với vai diễn trong phim "Phía trước là bầu trời").
- Võ Đức Trí, cựu thành viên của nhóm nhạc DOMINIX, á quân Giọng hát Việt 2019, ca sĩ Việt Nam
- Vũ Thành Vinh (1976) nam nghệ sĩ ưu tú, đạo diễn, nhà sản xuất chương trình nổi tiếng, MC Việt Nam, CEO Công ty Truyền thông Khang (KMedia)
- Vũ Ngọc Chương (24k.Right), rapper người Việt Nam, á quân Rap Việt (mùa 3)
- Gill, tên thật là Vũ Trường Giang, rapper người Việt Nam, á quân Rap Việt (mùa 4)
- Vũ Hà Anh, ca sĩ, nhạc sĩ người Việt Nam, CEO Hãng đĩa độc lập DEVOUR.

### Khoa học và giáo dục
- Võ Tử Văn (tên cũ là Vũ Văn Thọ): Phó bảng thời Tự Đức, Tư nghiệp trường Quốc Tử giám, sau đó làm Toản tu sử quán...
- Vũ Hữu, Tiến sĩ Nho học, nhà toán học thời phong kiến, tác giả (Lập Thành Toán Pháp)
- Võ Trường Toản hay Vũ Trường Toản, nhà giáo, người mở mang việc giáo dục ở Đàng Trong thế kỉ XVIII.
- Vũ Tuyên Hoàng, nhà nông học.
- Vũ Đình Tụng, bác sĩ, Bộ trưởng Bộ Thương binh Việt Nam.
- Vũ Công Hòe, bác sĩ, Chủ tịch Hội Giải phẫu bệnh - Y pháp Việt Nam.
- Vũ Ngọc Khánh, Giáo sư, người có nhiều công trình nghiên cứu về Thăng Long, Hà Nội.
- Võ Thuần Nho, Thứ trưởng Bộ giáo dục Việt Nam, em trai Đại tướng Võ Nguyên Giáp.
- Võ Hồng Anh, nhà Vật lý Việt Nam, con gái Đại tướng Võ Nguyên Giáp.
- Võ Tòng Xuân, giáo sư, nhà giáo nhân dân, nhà nông học.
- Vũ Công Hậu (1917-1996) GS. TS, nhà nông học, tác giả "Trồng cây ăn quả ở Việt Nam" [8]
- Võ Quý, Giáo sư, TSKH.
- Võ Đình Tuấn, người Mỹ gốc Việt, nhà khoa học, nổi tiếng vì các thành tựu quang sinh học.
- Vũ Ngọc Liễn, nhà nghiên cứu văn hóa, nghiên cứu hát bội và sân khấu Việt Nam.
- Vũ Văn Hiền, nhà báo, luật gia, giảng viên, Bộ trưởng Bộ Tài chính trong chính phủ Trần Trọng Kim.
- Vũ Quốc Bình, Thiếu tướng Quân y QĐNDVN.
- Vũ Công Lập, nhà vật lý, Đại tá Quân đội Nhân dân Việt Nam, công tác tại Viện Khoa học và Công nghệ Quân sự, nhà báo[9].
- Võ Văn Hoàng, nhà vật lý hoc Việt Nam.
- Vũ Đình Cự, nhà khoa học, nhà vật lý học Việt Nam nổi tiếng với nghiên cứu rà phá bom từ trường, ngư lôi, Phó chủ tịch Quốc hội nước CHXHCN Việt Nam.
- Vũ Như Canh, nhà giáo Việt Nam.
- Vũ Văn Hiền, Tổng Thư ký Hội Nhà báo Việt Nam, Tổng giám đốc Đài Tiếng nói Việt Nam, Phó Chủ tịch Hội đồng Lý luận Trung ương Việt Nam.
- Võ Đình Tuấn, nhà khoa học, nhà sáng chế người Mỹ gốc Việt.
- Vũ Hà Văn, nhà toán học Việt Nam.
- Vũ Ngọc Phan, nhà văn, nhà nghiên cứu văn học hiện đại và văn học dân gian Việt Nam.
- Vũ Ngọc Tước, giáo sư Vật lý lý thuyết, CBGD ĐH Bách Khoa Hà nội, Trưởng BM Vật lý lý thuyết.

### Tôn giáo
- Phêrô Võ Thành Trinh, linh mục Công giáo Việt Nam, Phó Chủ tịch Quốc hội, Chủ tịch Ủy ban đoàn kết Công giáo Việt Nam.
- Giuse Maria Vũ Duy Nhất, giám mục Công giáo Việt Nam, Giám mục chính tòa Giáo phận Bùi Chu.
- Giuse Vũ Văn Thiên, giám mục Công giáo Việt Nam, Giám mục chính tòa Giáo phận Hải Phòng
- Antôn Vũ Huy Chương, giám mục Công giáo Việt Nam, Giám mục chính tòa Giáo phận Đà Lạt Lâm Đồng
- Giuse Vũ Duy Thống (1952 - 2017) giám mục Công giáo Việt Nam, Giám mục chính tòa Giáo phận Phan Thiết.
- Giuse Võ Đức Minh, giám mục Công giáo Việt Nam, Giám mục chính tòa Giáo phận Nha Trang Khánh Hòa.
- Gioan Maria Vũ Tất, giám mục Công giáo Việt Nam, Giám mục chính tòa Giáo phận Hưng Hóa.
- Thích Thanh Nhiễu, tục danh Vũ Đức Chính, Hòa thượng, Phó chủ tịch thường trực Hội đồng Trị sự Giáo hội Phật giáo Việt Nam, trụ trì chùa Bái Đính Ninh Bình

### Lĩnh vực khác
- Võ Văn Bảy, vận động viên quần vợt Việt Nam, HCV SEAP games 1 (1959), HCB đôi nam Asiad V (1966).
- Vũ Thị Hương, vận động viên điền kinh Việt Nam.
- Vũ Trà My, HCV SEA games 24 môn Wushu.
- Vũ Thị Nguyệt Ánh, HCV SEA games 24 môn Karatedo hạng 48 kg.
- Vũ Bá Đông, HCV SEA games 24 và HCV Đại hội Thể thao Thế giới (2013) môn Sport Aerobic.
- Võ Minh Nhất, vô địch Cờ tướng quốc gia 2010, Hạng 4 cá nhân châu Á (2013).
- Võ Hoàng Bửu, huấn luyện viên bóng đá, cựu tuyển thủ quốc gia Việt Nam.
- Vũ Trường Giang, huấn luyện viên, cựu cầu thủ bóng đá.
- Vũ Văn Tư, cựu cầu thủ bóng đá, cựu Huấn luyện viên Đội tuyển bóng đá quốc gia Việt Nam.
- Vũ Quang Bảo, huấn luyện viên, cựu cầu thủ bóng đá.
- Võ Văn Hạnh, cựu cầu thủ bóng đá, cựu tuyển thủ quốc gia Việt Nam, thủ môn đầu tiên nhận Quả bóng vàng Việt Nam (2002).
- Vũ Như Thành, cầu thủ bóng đá, cựu tuyển thủ quốc gia Việt Nam.
- Vũ Minh Tuấn, cầu thủ bóng đá, tuyển thủ quốc gia Việt Nam.
- Võ Ngọc Cường, cầu thủ bóng đá, tuyển thủ quốc gia Việt Nam.
- Võ Hoàng Quảng, cầu thủ bóng đá, tuyển thủ quốc gia Việt Nam.
- Võ Huy Toàn, cầu thủ bóng đá, tuyển thủ quốc gia Việt Nam.
- Võ Ngọc Đức, cầu thủ bóng đá, tuyển thủ quốc gia Việt Nam.
- Vũ Thế Vương, cầu thủ bóng đá.
- Vũ Văn Thanh, cầu thủ bóng đá, tuyển thủ quốc gia Việt Nam.
- Vũ Viết Triều, cầu thủ bóng đá.
- Vũ Minh Thúy, Á hậu Việt Nam năm 1996.
- Vũ Thị Thu, Á hậu Việt Nam năm 1998.
- Vũ Thị Hoàng Điệp, Người đạt danh hiệu "Người đẹp quốc tế 2009" tại Trung Quốc.
- Vũ Hương Giang, Nữ hoàng trang sức Việt Nam 2005, đại diện Việt Nam tham dự Hoa hậu Thế giới 2005
- Võ Hoàng Yến, Á hậu 1 Hoa hậu Hoàn vũ Việt Nam 2008, đại diện của Việt Nam tham dự Hoa hậu Hoàn vũ 2009.
- Vũ Thị Hoàng My, Á hậu 1 Hoa hậu Việt Nam 2010, đại diện của Việt Nam tham dự Hoa hậu Hoàn vũ 2011 và Hoa hậu Thế giới 2012.
- Vũ Hồng Duy, Voice talent, diễn viên lồng tiếng, Á Quân 2 Micro Vàng 2020, Bác Sĩ Y Học Cổ Truyền
- Vũ Nguyễn Hà Anh, siêu mẫu, ca sĩ, đại diện Việt Nam tham dự Hoa hậu Trái Đất 2006
- Vũ Ngọc Đãng, đạo diễn phim điện ảnh
- Vũ Thu Phương, Siêu Mẫu, Doanh Nhân, giám khảo The face Việt Nam.

## Những người Trung Quốc nổi tiếng

### Trung đại

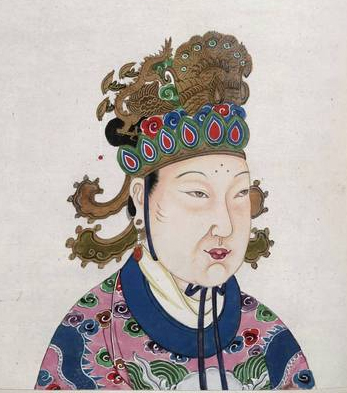
Võ Tắc Thiên, nữ hoàng Trung Quốc, người sáng lập nhà Võ Chu

- Võ Tắc Thiên, nữ hoàng Trung Quốc, người sáng lập nhà Võ Chu. Bà là hoàng hậu của Đường Cao Tông Lý Trị, thân mẫu Đường Trung Tông Lý Hiển và Đường Duệ Tông Lý Đán, tổ mẫu Đường Huyền Tông Lý Long Cơ. Bà được coi nhà nhà Vua nữ đầu tiên của Trung Quốc.
- Bắc Chu Hiếu Mẫn Đế Vũ Văn Giác là vị Hoàng đế đầu tiên của nhà Bắc Chu.
- Bắc Chu Minh Đế tên húy là Vũ Văn Dục.
- Bắc Chu Vũ Đế Vũ Văn Ung hoàng đế bắc Chu,Bắc Chu Vũ Đế
- Bắc Chu Tuyên Đế tên húy là Vũ Văn Uân.
- Bắc Chu Tĩnh Đế nguyên danh Vũ Văn Diễn.
- Vũ Chu, quan viên Tào Ngụy thời Tam Quốc.
- Võ Sĩ Hoạch, khai quốc công thần nhà Đường.
- Võ Tam Tư, thân vương nhà Võ Chu.
- Vũ Du Kỵ, thân vương nhà Võ Chu, chồng Công chúa Thái Bình.
- Vũ Huệ phi, hoàng hậu của vua Đường Huyền Tông.
- Vũ lương viện, chính thất của vua Đường Huyền Tông thời còn làm thái tử.
- Vũ hiền dung, phi tần của vua Đường Huyền Tông.
- Vũ tài nhân, phi tần của vua Đường Huyền Tông.
- Vũ Hành Đức [zh], tướng lĩnh thời Ngũ Đại Thập Quốc, khai quốc công thần nhà Tống.
- Thích Liễu Tính (1222-1321), nhà sư Trung Quốc thời Tống.
- Võ Tòng (phiên âm chính xác là Tùng), nhân vật thời Tống, nhân vật trong Thủy Hử.
- Vũ Tiên, danh tướng nhà Kim.
- Vũ Đại Định [zh], tướng lĩnh nhà Nam Minh.
- Vũ Ninh phi, phi tần của vua Ung Chính.
- Vũ Vân tần, phi tần của vua Hàm Phong.
- Vũ Huấn, ăn mày và nhà giáo dục thời Thanh.

### Cận đại
- Vũ Chi Mô (1866-1907), nhà cách mạng Trung Quốc.
- Vũ Triệu Phát (1904-1957), nhà khoa học ngành tế bào Trung Quốc.
- Vũ Kiếm Tây (1899-1973), bí danh Petraschewski, Đảng viên sáng lập Đảng Cộng sản Trung Quốc, đại biểu Quốc tế Cộng sản.
- Vũ Trường Hựu (1926-), Trung tướng Không quân Quân Giải phóng Nhân dân Trung Quốc.
- Vũ Tân Vũ (1909-1989), nhà nghiên cứu luật học, nhà cách mạng Trung Quốc, Thứ trưởng Bộ Nội vụ nước Cộng hòa Nhân dân Trung Hoa.

### Hiện đại
- Vũ Trường Thuận (武长顺; 1954-), nguyên Cục trưởng Cục công an thành phố Thiên Tân, bị điều tra tham nhũng năm 2015.[10]
- Vũ Nghệ (武艺; 1990-), Philip Wu, ca sĩ Trung Quốc.
- Vũ Dương (武杨; 1992-), vận động viên bóng bàn Trung Quốc.
- Côn Lăng (武誼蓁; 1993-), tức Hannah Quinlivan, tên thật Vũ Nghị Trăn, diễn viên điện ảnh Đài Loan, vợ của ca sĩ Chu Kiệt Luân.
- Vũ Đại Tịnh (武大靖; 1994-), vận động viên trượt băng tốc độ cự ly ngắn Trung Quốc, huy chương vàng Thế vận hội Mùa đông 2018.
- Vũ Á Nam (1996-), nữ vận động viên MMA Trung Quốc, tham gia Ultimate Fighting Championship.

### Hư cấu
- Võ Cát, Đệ Tử của Khương Tử Nha.

Võ Cát, Thiên Tử Nhà Chu Đệ Tử của Khương Tử Nha

- Võ Đại Lang, nhân vật hư cấu trong tiểu thuyết Thủy hử và Kim Bình Mai, anh trai của Võ Tòng.